# Nomenclatura catalano-francesa de 1718
La nomenclatura catalano-francesa de l'any 1718 és una obra manuscrita que es conserva al Centre de Lectura de Reus, titulada Methodo per encontrar ab facilitat lo arreglament de varios y differents vocables segons la construcció del Univérs, ab los principals termes dels arts, y ciencias.

## Descripció
El manuscrit té 185 pàgines sense numerar i s'adjunta a un diccionari, també manuscrit, de 438 pàgines (Diccionario de las dos lenguas espanyola, y francesa). El susdit diccionari, escrit per la mateixa mà que el Methodo, és una adaptació del Diccionario nuevo de las lenguas española y francesa de Francisco Sobrino.

## Origen de l'obra

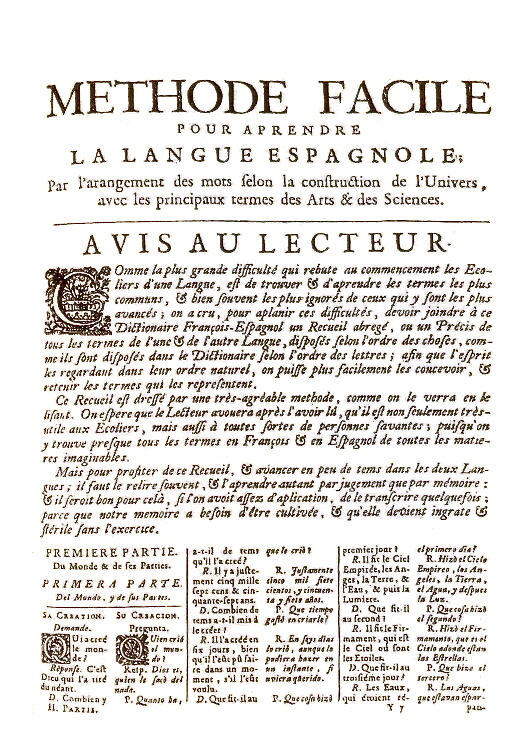
Primera pàgina del "Methode facile…" (1705) de Francisco Sobrino

La nomenclatura catalano-francesa de 1718 ("Methodo"), és, al seu torn, una adaptació al català del Methode facile pour aprendre la Langue Espagnole; par l'arangement des mots selon la construction de l'Univers, avec les principaux termes des Arts & des Sciences (1705), de Francisco Sobrino, que constitueix un apèndix del Diccionario nuevo…, també de Sobrino, abans esmentat, si bé només consta en la primera edició d'aquest (1705), i no en les posteriors. El Methode de Sobrino és una nomenclatura castellano-francesa inspirada o plagiada, al seu torn, de l'obra Indiculus universalis (Lió, 1667) del jesuïta François-Antoine Pomey.
L'autor de la nomenclatura catalano-francesa va traduir al català els termes francesos del Methode de Sobrino, ajudant-se sovint de la seva equivalència castellana. No obstant, l'adaptació no aprofita tots els materials de l'obra de Sobrino.

## Edició de l'obra
El Methodo fou objecte, per primer cop, de publicació i edició per part de Germà Colón Domènech i Maria Pilar Perea Sabater, l'any 2005, amb un estudi lingüístic de l'obra.